# Републикански път I-4
Републикански път I-4 е първокласен път от Републиканската пътна мрежа на България с направление от запад изток в Северна България, преминаващ по територията на 5 области: Ловешка, Габровска, Великотърновска, Търговищка и Шуменска област. Общата му дължина е 264,3 km (на 7-о място по дължина в България), като по цялото си протежение съвпада с Европейски път Е772.

## Географско описание
Пътят започва при 155,8 km на Републикански път I-3, в местността „Коритна“, на 5,8 km североизточно от град Ябланица и се насочва на изток, като по цялото си протежение преминава през Предбалкана. Минава през село Брестница, слиза в долината на река Вит и се изкачва по долината на десния ѝ приток река Калник, като минава през село Български извор. При квартал Василковска махала на село Славщица напуска долината на Калник, преминава нисък вододел и слиза в долината на река Каменица (десен приток на Вит) при село Сопот. От там пътят следи северния склон на Микренските височини, като се изкачва по долината на река Лъга (десен приток на Каменица), минава през селата Микре и Голец и по долината на река Дрипла слиза до река Осъм. Пресича реката, минава северно от селата Българене и Малиново, преодолява нисък вододел и напуска Ловешка област.
В района на село Петко Славейково навлиза в Габровска област и Севлиевската котловина, като минава северно от село Ряховците, град Севлиево и село Богатово. Изкачва се по долината на река Чопарата (десен приток на Росица), северно от село Идилево преодолява нисък вододел и слиза в долината на река Негованка (десен приток на Росица), като навлиза във Великотърновска област.
Преди село Ново село напуска долината на река Негованка и се изкачва на билото на Търновските височини, като продължава на изток. Минава покрай селата Балван, Момин сбор и Леденик и достига от запад град Велико Търново. Преминава през южната част на града, пресича с висок и красив мост река Янтра и в района на село Шереметя се изкачва на Арбанашкото плато. След селото следва стръмно спускане към град Лясковец, минава южно от града и навлиза в обширната долина на река Янтра. Преминава между селата Козаревец и Добри дял, преминава по долината на Стара река (десен приток на Янтра) в района на село Кесарево и започва постепенно изкачване в Антоновските височини, като в района на село Кавлак напуска Великотърновска област и навлиза в Търговищка област.
В Търговищка област Републикански път I-4 минава през село Моравица, град Антоново и село Ястребино и завива на югоизток. След село Кьосевци завива на изток, заобикаля от юг големия язовир „Ястребино“, минава край село Камбурово и достига северно от град Омуртаг. Там пътят завива на североизток, следи дългата седловина между Лилякското плато на северозапад и Лиса планина на югоизток, минава през село Козма Презвитер и в района на село Пролаз слиза в долината на река Врана (ляв приток на Голяма Камчия). След селото пътят преминава през живописния Търговищки пролом на река Врана и достига до югозападната част на град Търговище. Заобикаля града от запад и север, минава през селата Васил Левски, Пробуда и Алваново, заобикаля от север изолираното възвишение Фисек, напуска Търговищка област и навлиза в Шуменска област.
В Шуменска област пътят заобикаля от север Шуменското плато, минава покрай село Градище и завършва при 107,3 km на Републикански път I-2 западно от село Белокопитово.
Общо в системата на Републикански път I-4 има 1+29 броя пътища от Републиканската пътна мрежа, от които: 3 броя пътища 2-ри клас; 11 броя пътища 3-ти клас с трицифрени номера и 15 броя пътища 3-ти клас с четирицифрени номера. Директно от Републикански път I-4 вляво и вдясно се отклоняват 3 второкласни и 15 третокласни пътища:
Второкласни пътища
- при 80,0 km, северозападно от град Севлиево – надясно Републикански път II-44 (30,1 km) до град Габрово;
- при 208,6 km, северно от град Омуртаг – надясно Републикански път II-48 (62,7 km) до 211,2 km на Републикански път I-7;
- при 233,2 km, в северната част на град Търговище – наляво Републикански път II-49 (99,3 km) до 46,5 km на Републикански път II-21, югозападно от Тутракан;

Третокласни пътища (с трицифрени номера)
- при 21,9 km – надясно Републикански път III-402 (30,4 km) до 68,9 km на Републикански път II-35, северно от град Троян;
- при 33,5 km, в село Микре – наляво Републикански път III-401 (58,1 km) до 5,4 km на Републикански път III-403, западно от село Кормянско;
- при 80,0 km, северозападно от град Севлиево – наляво Републикански път III-403 (47,4 km) до град Павликени;
- при 89,2 km, северно от село Богатово – надясно Републикански път III-404 (30,7 km) до село Дебнево;
- при 98,0 km – надясно Републикански път III-406 (12,8 km) до село Янтра;
- при 98,6 km – наляво Републикански път III-405 (78,8 km) до град Свищов;
- при 176,0 km, в село Моравица – наляво Републикански път III-407 (100,3 km) до 71,0 km на Републикански път III-405, южно от село Царевец);
- при 201,6 km, в село Камбурово – надясно Републикански път III-408 (38,7 km) до 63,0 km на Републикански път II-53, източно от село Константин);
- при 208,6 km, северно от град Омуртаг – наляво Републикански път III-409 (36,2 km) до село Светлен.

Третокласни пътища (с четирицифрени номера)
- при 64,4 km, северно от село Малиново – наляво Републикански път III-4003 (10,4 km) през село Прелом до 41,2 km на Републикански път III-401;
- при 154,1 km – надясно Републикански път III-4004 (22,1 km) през селата Джулюница и Горско Ново село и град Златарица до 35,0 km на Републикански път II-53;
- при 158,1 km, северозападно от село Кесарево – наляво Републикански път III-4005 (9,7 km) до град Стражица;
- при 180,1 km, в град Антоново – надясно Републикански път III-4006 (15,7 km) през селата Орач, Стойново и Пчелно до 9,2 km на Републикански път III-408;
- при 219,6 km, в село Пролаз – надясно Републикански път III-4008 (12,8 km) през село Вардун до село Долно Новково, при 10,2 km на Републикански път III-704;
- при 230,7 km, западно от град Търговище – наляво Републикански път III-4009 (26,6 km) до 26,9 km на Републикански път III-409, източно от село Априлово.

## Подробно описание
| Пътища, отклоняващи се надясно (населено място, № на пътя, посока на пътя)           | Км    | Пътища, отклоняващи се наляво (посока на пътя, № на пътя, населено място) |
| ------------------------------------------------------------------------------------ | ----- | ------------------------------------------------------------------------- |
| Община Ябланица, Област Ловеч, I-3, 155,8 km, мест. „Коритна“ ←                      | 0,0   | ← мест. „Коритна“ 155,8 km, I-3, Област Ловеч, Община Ябланица            |
| с. Брестница                                                                         | 5     | с. Брестница                                                              |
|                                                                                      | 7,1   | ← 59,4 km, III-103 (от гр. Мездра)                                        |
|                                                                                      | 9,2   | ← 50,2 km, III-305 (от 97,4 km на I-3)                                    |
| Община Тетевен, (до с. Гложене) III-305, 50,6 km ←                                   | 9,6   | Община Тетевен                                                            |
| (за с. Галата) общински път, с. Български извор ←                                    | 14,7  | с. Български извор                                                        |
| (за с. Малка Желязна) общински път ←                                                 | 17,5  |                                                                           |
| Община Угърчин                                                                       | 20    | Община Угърчин                                                            |
| (за с. Кирчево) общински път ←                                                       | 21,2  |                                                                           |
| (до 68,9 km на II-35) III-402, 0,0 km ←                                              | 20,9  |                                                                           |
| с. Сопот                                                                             | 22,6  | → с. Сопот общински път (за с. Славщица)                                  |
| с. Сопот                                                                             | 24,4  | → с. Сопот общински път (за гр. Угърчин)                                  |
|                                                                                      | 33,5  | → 0.0 km III-401 (до 5,4 km на III-403)                                   |
| с. Микре                                                                             | 34,2  | с. Микре                                                                  |
| с. Микре                                                                             | 34,5  | → с. Микре общински път (за 1,8 km на III-401)                            |
|                                                                                      | 37,6  | → общински път (за с. Голец)                                              |
|                                                                                      | 41,1  | → общински път (за с. Голец)                                              |
| (за с. Абланица) общински път ←                                                      | 42,8  |                                                                           |
| Община Ловеч                                                                         | 44,7  | Община Ловеч                                                              |
| (за с. Абланица) общински път ←                                                      | 47,7  |                                                                           |
| (за с. Абланица) общински път ←                                                      | 49,4  |                                                                           |
| (до с. Кърнаре) II-35, 57,4 km ←                                                     | 50,0  | ← 57,4 km, II-35 (от 80,1 km на I-3)                                      |
|                                                                                      | 56,4  | ← 6,7 km, III-3505 (от 51,1 km на II-35)                                  |
| (до с. Велчево) III-3505, 8,4 km ←                                                   | 58,1  | → общински път (за с Дъбрава)                                             |
| (за с. Малиново) общински път ←                                                      | 64,4  | → 0.0 km III-4003 (до 41,2 km на III-401)                                 |
| Община Севлиево, Област Габрово                                                      | 68,9  | Област Габрово, Община Севлиево                                           |
|                                                                                      | 73    | → общински път (за с. Петко Славейково)                                   |
| (за с. Ряховците) общински път ←                                                     | 77,2  |                                                                           |
| (до гр. Габрово) II-44, 0,0 km ←                                                     | 80,0  | → 0.0 km III-403 (до гр. Павликени)                                       |
| (за гр. Севлиево) общински път ←                                                     | 83,4  | → общински път (за с. Крушево)                                            |
| (до с. Дебнево) III-404, 0,0 km ←                                                    | 89,2  |                                                                           |
|                                                                                      | 92,3  | → общински път (за с. Добромирка)                                         |
| (за с. Идилево) общински път ←                                                       | 94,8  |                                                                           |
| (до с. Янтра) III-406, 0,0 km ←                                                      | 98,0  |                                                                           |
|                                                                                      | 98,6  | → 0.0 km III-405 (до гр. Свищов)                                          |
| Община Велико Търново, Област Велико Търново                                         | 100,2 | Област Велико Търново, Община Велико Търново                              |
| с. Ново село                                                                         | 105,6 | с. Ново село                                                              |
| (за с. Ветринци) общински път, с. Балван ←                                           | 111,1 | → с. Балван, общински път (за с. Емен)                                    |
| (до 80,6 km на III-609) III-303, 56,3 km ←                                           | 113,9 | ← 56,3 km, III-303 (от с. Българене)                                      |
|                                                                                      | 115,7 | → общински път (за с. Момин сбор)                                         |
|                                                                                      | 116,9 | → общински път (за с. Момин сбор)                                         |
| (за с. Леденик) общински път ←                                                       | 122,3 |                                                                           |
| (за с. Леденик) общински път ←                                                       | 124,4 |                                                                           |
| (за с. Шемшево) общински път, гр. Велико Търново ←                                   | 126,4 | гр. Велико Търново, бул. „България“                                       |
| (до ГКПП Маказа - Нимфея) I-5, 104,7 km, гр. Велико Търново ←                        | 128,5 | ← гр. Велико Търново, 104,7 km, I-5 (от гр. Русе)                         |
| (за с. Малки чифлик) общински път ←                                                  | 131,2 |                                                                           |
| (за с. Драгижево) общински път, с. Шереметя ←                                        | 133,3 | → с. Шереметя, общински път (за с. Арбанаси)                              |
| Община Лясковец                                                                      | 134,9 | Община Лясковец                                                           |
| (до гр. Средец) II-53, 15,8 km ←                                                     | 136,4 | ← 15,8 km, II-53 (от с. Поликраище)                                       |
| (за с. Добри дял) общински път ←                                                     | 144,4 |                                                                           |
| с. Козаревец                                                                         | 147,9 | → с. Козаревец, общински път (за гр. Горна Оряховица)                     |
| (за с. Джулюница) общински път ←                                                     | 150,1 |                                                                           |
| (до 35,0 km на II-53) III-4004, 0,0 km ←                                             | 154,1 | → общински път (за селата Бряговица и Върбица)                            |
| Община Стражица, (от 10,7 km на III-408) III-4082, 37,5 km →                         | 158,1 | → 0.0 km III-4005 (до гр. Стражица), Община Стражица                      |
| (за с. Кесарево) общински път ←                                                      | 162,5 | → общински път (за с. Балканци)                                           |
| (за с. Железарци) общински път ←                                                     | 168,5 |                                                                           |
|                                                                                      | 170,5 | → общински път (за с. Кавлак)                                             |
| Община Антоново, Област Търговище                                                    | 173,6 | Област Търговище, Община Антоново                                         |
| с. Моравица                                                                          | 176,0 | → с. Моравица, 0.0 km III-407 (до 70,7 km на III-405)                     |
| (за селата Черни бряг и Девино) общински път ←                                       | 177,6 |                                                                           |
| (до 9,2 km на Републикански път III-408) III-4006, 0,0 km, гр. Антоново ←            | 180,1 | гр. Антоново                                                              |
|                                                                                      | 181,6 | ← 74,9 km, III-204 (от с. Гецово)                                         |
| (за кв. Еревиш на гр. Антоново) общински път ←                                       | 184,4 |                                                                           |
| с. Ястребино                                                                         | 187   | → с. Ястребино, общински път (за с. Любичево)                             |
| (за кв. Божици на гр. Антоново) общински път ←                                       | 188,4 |                                                                           |
| (за с. Поройно) общински път ←                                                       | 191,5 | → общински път (за с. Изворово)                                           |
| (за с. Стойново) общински път, с. Кьосевци ←                                         | 193,2 | с. Кьосевци                                                               |
| Община Омуртаг                                                                       | 199,3 | Община Омуртаг                                                            |
| (до 63,0 km на II-53) III-408, 0,0 km, с. Камбурово ← (за с. Царевци) общински път ← | 201,6 | с. Камбурово                                                              |
|                                                                                      | 205,2 | → общински път (за селата Изворово и Панайот Хитово)                      |
| (до 211,2 km на I-7) II-48, 0,0 km, гр. Омуртаг ←                                    | 208,6 | → гр. Омуртаг, 0.0 km III-409 (до с. Светлен)                             |
| (за с. Тъпчилещово) общински път ←                                                   | 210,9 | → общински път (за с. Беломорци)                                          |
| с. Козма Презвитер                                                                   | 214,4 | с. Козма Презвитер                                                        |
|                                                                                      | 215,6 | → общински път (за с. Божурка)                                            |
| Община Търговище                                                                     | 217,7 | Община Търговище                                                          |
| (до с. Долно Новково) III-4008, 0,0 km, с. Пролаз ←                                  | 219,6 | с. Пролаз                                                                 |
| (за с. Разбойна) общински път ←                                                      | 228,3 |                                                                           |
| (за гр. Търговище) бул. „Цар Освободител“ ←                                          | 228,7 |                                                                           |
|                                                                                      | 230,7 | → 0.0 km III-4009 (до 26,9 km на III-409)                                 |
| (от гр. Велики Преслав) II-74, 25,4 km, гр. Търговище →                              | 231,2 | → гр. Търговище, 25,4 km, II-74 (до 69,9 km на II-51)                     |
| гр. Търговище                                                                        | 233,2 | → гр. Търговище, 0.0 km II-49 (до 46,5 km на II-21)                       |
| гр. Търговище                                                                        | 234,6 | → гр. Търговище, общински път (за с. Съединение)                          |
| (за гр. Търговище) общински път ←                                                    | 236,5 |                                                                           |
| (за с. Ловец) общински път, с. Васил Левски ←                                        | 238,1 | с. Васил Левски                                                           |
| с. Пробуда                                                                           | 241   | с. Пробуда                                                                |
| с. Алваново                                                                          | 243,3 | с. Алваново                                                               |
| (за с. Алваново) общински път ←                                                      | 245,8 | → общински път (за с. Макариополско)                                      |
| (до с. Певец) III-5102, 8,5 km ←                                                     | 247,5 | ← 8,5 km, III-5102 (от с. Мировец)                                        |
| Община Шумен, Област Шумен                                                           | 253,7 | Област Шумен, Община Шумен                                                |
| (за с. Черенча) общински път ←                                                       | 255,4 |                                                                           |
| (за с. Градище) общински път ←                                                       | 260,4 |                                                                           |
| (до Варна) I-2, 107,3 km ←                                                           | 264,3 | ← 107,3 km, I-2 (от ГКПП Русе - Гюргево)                                  |

Забележки
1. ↑  На протежение от 0,4 km (от км 9,2 до км 9,6) Републикански път I-4 се дублира с Републикански път III-305 (от км 50,2 до км 50,6)
2. ↑  На протежение от 1,7 km (от км 56,4 до км 58,1) Републикански път I-4 се дублира с Републикански път III-3505 (от км 6,7 до км 8,4)